# Sixta Pontón de Santander
Sixta Pontón Piedrahíta Vargas y Mariaca (Soacha, 30 de diciembre de 1814 - Bogotá, 28 de julio de 1861) fue una dama granadina, esposa del militar y político Francisco de Paula Santander, prócer de la independencia y presidente de la Nueva Granada (hoy Colombia).

## Biografía
Sixta nació el 2 de abril de 1792, en Soacha, por entonces parte del Virreinato de Nueva Granada.
Era hija de Mariano Pontón Vargas Matajudíos y Francisca Piedrahíta.
Se casó con el militar Francisco de Paula Santander, el 15 de febrero de 1836, siendo este presidente de la nación. La boda se celebró en la parroquia de San Bernardino, en su natal Soacha. A pesar de que el padre de Sixta era realista, el matrimonio se celebró sin problemas, ya que aparentemente Santander ignoró ese detalle.
El matrimonio Santander Pontón tuvo a 3 hijosː Juan, Clementina y Sixta Tulia.

### Carrera
A pesar de ser la esposa de Santander, su papel político sólo surgió con la muerte de Santander.
En las elecciones de 1852, Sixta recibió el respaldo de uno de los electores que tenían la labor de darle al país un nuevo presidente. Sin embargo la anécdota quedó en eso, ya que fue elegido José Hilario López, quedando así sin conclusión un intento de darle a las mujeres derechos políticos, y según Brushnell, la posibilidad de haberse convertido en la primera presidenta del mundo.